# 吉野敬介
吉野 敬介（よしの けいすけ、1966年6月25日 - ）は日本の予備校講師。代ゼミ・東進ハイスクールを経て、近年はYouTube予備校「ただよび」の古文講師に携わり、現在はフリーランス。

## 人物
元東進ハイスクール・東進衛星予備校古文科客員講師（2008年 - 2020年3月）。元代々木ゼミナール講師（1991年 - 2007年1月）。元札幌大学客員教授（2009年4月 - 2010年3月）。過去の一部の著作に自身の経歴として元夕刊フジ論説委員長と記載している。
東進との契約が解消した2020年4月にただよびの古文科講師としてYouTuberとなる。
コロナ禍に、クラブハウス「変わった仕事の怖い話」にレギュラー出演、YouTube「吉野敬介の爆笑予備校」を立ち上げる。爆笑予備校は現在閉鎖し、2023年3月31日「ただよび」からも正式に離脱を表明、現在は吉野敬介オフィシャルブログ「俺にまかせろ！」のみが活動の場となっている。
神奈川県鎌倉市出身。逗子開成高等学校、國學院大學文学部二部文学科を経て代々木ゼミナール講師となる。
90年代にはバラエティ番組に下記の経歴を伴って出演した。同時に、自伝風の著書が売れVシネマ化された。
2002年、講義中に生徒に暴行したため傷害容疑で書類送検された。2006年、杉村太蔵のブログが自著の内容に酷似していたとして「杉村さんは確信犯じゃないか」と激怒したことが話題となり、差別発言が問題視された。
2007年1月末に代々木ゼミナールを退職。その際に参議院選挙への出馬の可能性を報道され、本人も「今の教育の荒廃には目をつぶっていられない」と意向を示したが、出馬しなかった。同年、個別指導の吉野塾を設立した。自身のノウハウを伝えたアルバイト学生に指導させる方針であったため、自身は講師業から退く形となったが、翌年には東進ハイスクールで講師として再雇用され、芸能プロダクションの生島企画室（現在のFIRST AGENT）と業務提携を結んだが、現在は解消した。
当初、港区の月40万円のマンションに校舎を構え、塾の方針を伝える著書も出版した。しかし、2010年10月に校舎を代々木上原に移転した後はHPに「準備中」と表記され、開講不明の状態が続き、2013年3月に募集の中止を発表した。その後、まもなくHP自体が削除された。
2014年に起きた佐村河内守のゴーストライター問題で、ジャーナリストの角田裕育は吉野の経歴との類似点を指摘した上で、佐村河内の経歴の「元ネタ」である可能性を主張した。
講師業以外にも、自己啓発本・教育論も執筆するほか、教育評論家として教育機関での講演活動も行っており、地方公共団体主催の講演においても下記の経歴で紹介され、道徳の授業でも題材として採り上げる中学校もあるほどである。現在もタレントマネジメント会社に所属している。個人ブログも開設しており、東進時代には、公開授業をした際のブログの内容がほぼ毎回同じような内容になっていたが、これらは大筋の内容を先に書いていると述べている。
ネット上での自己に関する書き込みに対しては、「匿名で一方的に文句をたれるというのは、卑怯者のすることだ。（中略）一方的に文句をたれているだけのようなヤツは、相手にするつもりはない」「そんなヤツらをまともに相手にしたら、自分がそいつらと同レベルに落ちてしまうだけだ」と述べている。

## 経歴の問題・矛盾点
自身の経験談を典拠とする。ただし、経歴の中には、矢沢永吉の著書に登場するエピソードもある。おおむね『暴走族の特攻隊長であった高校時代を経て、卒業後に中古車販売店で働くも20歳の9月に失恋を機に大学受験を決意し、9月から12月で国語の偏差値を25から86に上げて大学に合格し、代々木ゼミナール採用試験に史上最年少・最高得点で合格した。』という経歴が示され、2020年現在も同様のプロフィールで活動している。しかし、以下で示す通り、経歴の内容が著書や講義中の発言ごとに変化しており、暴走族姿（特攻服姿）の写真や模試の成績表など経歴を裏付ける資料は掲載していない。なお、特攻服姿ではないが、バイクにまたがっている写真や、友人と一緒にタバコを咥えた写真（ただし酒ではなくサントリーの烏龍茶を囲んでいる）や、リーゼント姿の写真等は掲載されていることから、それなりの「ワル」だったことは推察される。
上記に関して、角田は「吉野氏の経歴の偽りには僕も失望している」として、「報われないのが、『吉野先生を見習って第一志望の明治に合格したけど国学院に入学した』とか『自分も国語の教師になろうと思った』という人々。失望感とか絶望感とかどうにもならないのではないか」と述べている。

### 受験勉強について
- 20歳の9月20日（1986年9月20日）に受験を決意したという肩書きであるが、1998年の著書には、1986年1月1日（高校卒業10か月後、大学合格の1年以上前）の日付がついた写真でこたつで勉強している姿が載っているものがある[29]。同著は、1991年の著書を加筆訂正したものである[30]ところ、1991年の著書での当該写真はズームしており日付部分は切られていたが、1998年の著書では写真全体が載っており日付部分が現れた。
- ほとんどの著書では当初の偏差値を25と称しているが[24]、中には当初の偏差値を28と称している著作もある[31]。
- 現代文の勉強法として、「朝の2時間。俺は朝日新聞の社説をノートに書き写していった。（中略）4カ月間、毎日必死にそれを続けたんだ。（中略）その時のノートをいまだに捨てずに取ってあるよ」[32]と述べて、当該ノートの見開き写真を載せている著書が複数あるが、ノート左上に書いてある日付が1991年の著書[33]では昭和58年4月15日、1998年の著書[34]では昭和58年4月30日であり、いずれも吉野が高校2年生のときの日付である[注釈 4]。
- 受験勉強を始めたきっかけについて、当初は概ね、“8月、給料が30万円を超えたので別れた彼女に久々に電話したが、大学くらい行ってくれないとと言われてとりあえず大学受験を決意　→　元家庭教師に私塾を紹介してもらい通うが授業が分からない　→　一度は大学を諦める　→　「忘れもしない9月20日」[38]に再度電話するも彼女の態度は変わらず、専修大学に通っている現在の彼氏の話をされる　→　9月21日、彼女とその彼氏が車に同乗しているところを目撃して受験を決意”[39]　というものであったが、別の機会では、“9月19日、10カ月ぶりに別れた彼女に電話して給料が上がったことを告げるとやり直そうかと言われた→　彼女曰く専修大学の彼氏とは別れたが今日は女友達と泊まるかもしれないので今からは会えないということで翌日会うことに　→　9月20日、待ち合わせ時間の直前に彼女と大学生の彼氏が車に同乗しているところを目撃して受験を決意　→　同20日、元家庭教師に電話して私塾を紹介される”[40]と発言しており、日付や時系列が変化している。
- 複数の著書で、9月23日の模試では国語の偏差値が25で12月17日の全国総合模試（代ゼミの模試と述べている[40]）は86で全国3位と述べられている[41]が、模試の成績表は示されておらず、その年の代々木ゼミナールの全国総合模試は12月21日に開催されており、そもそも1986年12月17日は平日（水曜日）であり、代ゼミで模試は開催されていない[注釈 5]。
- 上記以外の模試では、旺文社の模試で92、駿台の模試で87～88を取った[40]とも発言しているが、吉野が受験生だった年の旺文社と駿台の私大型全国模試は11月9日と11月16日に終了している[注釈 6]。他方、当初の著書では「11月の模試では、国語が65」[45]と述べていた。
- 1日の勉強時間について、90年代、「22時間」[46]および「20時間は勉強」[47]と表現していたが、2006年の著書では「一日20時間勉強した日も少なくない」となり[48]、2008年の著書では「一日20時間近い日もあった」という表現になっている[49]。また、連続で寝なかった時間についても、86時間[46]と書かれているものと70時間[50][51]と書かれているものがある。
- 当初の著書では、大学受験を決意したときには小学校で扱う内容のことも知らなかったことが書かれている（例「『ミナモトノヨリトモ？誰ですか、それ』『1192年？何かあったんですか』。ふざけているわけじゃなく、ほんとうに知らないのだ」[52]）が、2008年の著書では「小学校のときは天才と言われていた」[53]、2009年の著書でも「小学校までオレはものすごく成績が良かった。クラスのいちばんっていえば、オレか、もしくはその藤田って、まあそういう関係だった」として小学時代には成績が良く中学受験（栄光学園と述べている[54]）をしたエピソードが書かれている[55]。
- 12月の最終模試が終わっても学力が伸びることを述べる際、自身の学力について「12月の時点で、日本史の偏差値は55。（中略）最後の模試といったって、それで終わりじゃない。そこからが勝負だ。今から思えば、もし2月に模試を受けていたら、日本史も偏差値75は超えていたはずだ」[56]と仮定に基づいて推測していたが、別の機会では「日本史なんか、最後75までいった」[57]「日本史もね75,6はいったんだよね、最後」[40]と発言するなど既成事実になっている。なお、「日本史は、安土桃山時代はあまり出ないから教科書くらいしかやらなかった」とも述べている[58]。
- 上記の12月17日の模試で国語が全国3位だったと書かれている[59]が、最近の著書では「生まれて初めて書いた小論文が全国で3番だった」[60]とも書かれている。
- 1月15日の成人式のパーティに参加せず勉強したというエピソードに関して、90年代の著書では「アキノブの家に行って、パーティのことを忘れるように、ただ勉強に打ち込んだ」[61]「15日には、オレはパーティのことを忘れるために、塾で友だちになった伊藤章伸のところで勉強することにした」[62]と友人宅で過ごしていた内容であったが、2008年の著書では「おれは成人式に行くのをやめた。（中略）近くの図書館に向かった。（中略）夜の8時まで図書館にいて家に帰った」[63]と図書館で過ごしていた内容に変化している。
- 上記エピソードの中にあるパーティに行かなくて済むようにスーツを破ったことに関して、そのスーツの値段を30万円としているもの[46]と20万円としているもの[61][62]がある。
- 上記のエピソードについて、90年代の著書では「1月14日、前日になってふと考え込んでしまった。（中略）オレは20数万円のスーツをビリビリに破いて燃やしてしまった」[64]「1月14日、20万円の新調のスーツをズタズタに引き裂く」[65]と、1月14日にスーツを破ったことになっていたが、2007年の著書では「1月15日に、おやじとおふくろにダーバンのスーツを買ってもらった。（中略）気がつくと、オレはおやじとおふくろが買ってくれたスーツをハサミでズタズタに切っていた」[66]と書かれ、1月14日時点でそのスーツは持っていなかったことになっている。さらに、その2年後の著書では「スーツも20万円ほどするような高級品を数カ月前から新調していた」[67]と再び変化している。

### 大学について
- 1991年著書（1998年改訂）では、「オレは8校受けたが、全部文学部だった」[68]として、1993年著書では「オレは結局、すべての大学に受かっていたのだ」[69]と書いている。しかし、2006年以降の著書では3校に合格したことになり[70]、2009年に出版された1993年著書の改訂版では、上記の記述が「オレは結局、ほとんどの大学に受かっていたのだ」という記述に変わっている[71]また、2008年著書では、専修大学の受験に失敗した記述もある[72]。
- 國學院大学に関して、上記の通り8校全部文学部を受験した記述と、「国学院の試験を受け終わった直後、オレは血を吐いて倒れた。（中略）まだ早稲田の入試が残っている」との記述がある[73]ところ、吉野が受験した年の入試日は國學院（文・一部）、早稲田（一文）、早稲田（二文）、國學院（文・二部）の順序である[74]ため、國學院（文・一部）が前提とされている。ほか、「各大学の入試がすべて終わった2月、とうとう第一志望の国学院大学の合格発表の日がやってきた。（中略）俺の受験番号がある」[75]とその年の2月26日[74]に合格発表がある國學院（文・一部）に合格したことが前提となっている。しかし、吉野が卒業したのは二部であり、吉野が受験した年は出願締切が2月28日、入試が3月9日、合格発表が3月14日である[76]。
  - ほか、「うちから大学まで1時間以上（中略）9時から朝1限始まるんで7時半には出ないと苦しい（中略）7時に目覚ましかけとく」と発言し[77]、また、緊張して学校を早退したという話では「今日の夜の10時、俺の一生が決まるんだと思うと、学校にいられなくなっちゃう。そわそわしちゃって。で、かーえろとか思って。速攻で家に帰るんだ。と、昼間の2時くらいに家に着いちゃうんだよ」[77] と発言していたが、彼が卒業したのは二部であり、授業は夕方開始である。また、彼の著作をVシネマ化した作品は「ノンフィクションドラマ」と銘打たれているところ[78]、その中で合格発表の際に映る受験票には一部にマルがついているが、彼が卒業したのは二部である。
  - また、著書で、「国学院や明治の場合、合格最低ラインは190点から高くても200点くらいだと思うが（中略）日本史で90点以上は取れると思っていたし、国語では絶対に95点以上いくと思っていた。そうすると、2科目で190点くらいにはなるので、英語でほんの少し加えれば大丈夫という計算ができた」[79]と書かれているが、吉野が受験した年の国学院（文・二部・文学科）の合格最低点は125点であり[80]、そこまでの得点は必要ではない。
- 國學院以外の合格大学名について、「立教・明治・法政ババババーっと合格の嵐だ」[81]「立教の文B（小論文の試験）を受かった」[82]「実際、学習院、明治、法政（すべて文学部の日文や国文）など、国学院よりも偏差値が高く、有名な大学にも受かった」[83]との記述があり、ほか具体的な大学名として、中央大学[84]と日本大学[57]にも合格した旨を公言している。しかし、上記の通り2006年以降の著書では合格した大学数は3校となっている。そして、仮に合格が真実ならば証拠となるはずの合格通知については、2009年3月著書で、受験のきっかけとなった元交際相手を呼んで「『これ明治大学の合格通知なんだよね』と俺は言って、びりっと破った。立教の合格通知も同じように破ってやった」と述べている[85]。
- 早稲田大学について、1993年の著書では、「国学院の試験を受け終わった直後、オレは血を吐いて倒れた。そのまま病院に運ばれ、即入院した。（中略）まだ早稲田の入試が残っているが、もうこの状態じゃちょっとムリかもしれない。（中略）オレは結局、すべての大学に受かっていたのだ」[69]と、早稲田の受験を断念したか又は合格したかのような記述があるが、2006年以降の著書では「早稲田の一文には落ちた」[86]「おれは受験のときに早稲田に落ちた」[87]「俺だって受験時代、早稲田に落ちた」[88]「英語がまったくできなかったオレは、むかし早稲田を受験して落ちた」[89]と書かれ、1993年著書の改訂版でも「心にいつまでも残っているのは早稲田に落ちたことのほうが大きかったりする」[90]との記述を追加している。
- 学習院大学に関して、上記の通り国学院（文・一部）と学習院（文）の両方に合格したことになっているが、そもそも1987年の国学院（文・一部）と学習院（文）（二部は存在せず）の入試日はともに2月17日であるため[74]両方を受験することは不可能である。さらに、吉野が大学に入学した1987年の逗子開成高校も、学習院大学の合格者が0人であると発表している[91]。
- 第一志望に関して、90年代の著書では「第一志望だった、この国学院大学」[92]「オレは、何がなんでも国学院と思っていたから、もし国学院がダメだったら、絶対に来年も受験しようと考えていた」[93]「早稲田や東大には行けなかったけど、行けなくてよかった」[94]など、國學院に対して強いこだわりを見せる記述が随所にあったが[95]、最近の著書では、「オレは大学生活が終わったとき、なんか悔しかったね。それはやはり、国学院よりもいい大学に行きたかったからだ」[96]「本当は早稲田に行きたかった。でも行けなかったから國學院に行った」[97]「本命である早稲田の一文」[86]と書かれている。
- 大学時代、成績が1番で特待生だったと述べており[98]、授業料を免除されているにもかかわらず親から授業料として70万円預かってそれで豪遊した[99]旨を述べているが、國學院大學学報に記載されている昭和62年度から平成2年度の各年度における特待生の欄[100]に吉野敬介の名前は存在しない。また、父兄会が表彰する成績優秀者の欄にも名前が存在しない[101]。
- 大学時代に古文を特に勉強したことに関して「大学に入っても、テニスだスキーだコンパだと、青春を謳歌するといえば聞こえがいいが、いまさらそんなバカをやる気はなかった」[102]と述べていたが、別の機会では、4人のグループ交際でテニスに行ったという話[103]や、クラスで仲の良い男女5人ずつ計10人で毎週のように飲んだり長期休暇には毎回のように軽井沢やスキーに行ったりした話[99]をしている。

### 代々木ゼミナールでの経歴について
- 1991年の著書では「ふつう、代ゼミ講師になるのにテストはない。（いまは簡単なテストがある。ただしみんな落ちているが）」[104]「代ゼミはふつう、新卒の採用はしない。採用するとき、テストをすることもない」[105]とされ、「あとから聞いた話だが、代ゼミの竹村副理事長も、元暴走族のオレを採用するにあたり、不安があったらしい。テストを受ければ落ちるかもしれないから、それで不採用を納得してもらおうと思っておられたそうだ」[106]という経緯が書かれているが、2年後の著書では他に受験生がいる描写となり[107]、その後も「オレが代ゼミの採用試験を受けたときも、300人くらい受けて受かったのは俺1人」[108]「古文の試験で300人」[109]と述べるなど、現在に至るまで代ゼミ史上最年少・過去最高得点で合格した肩書き[110]となっている。
- 上記と併せて、1991年の著書では「話はそう都合よく進まず、オレは講師採用のテストを受けなければならなくなった」[111]と書かれていたが、2009年の著書では「じつは試験を受けなくても講師になることはできた。 オレはあくまで採用試験にこだわったのだ」[112]と、試験を受ける必要はないものの採用試験合格という肩書きを得るためにあえて受けたという旨が書かれている[112]。
- 大学4年時に代々木ゼミナールでチューターをやっており、開講したチューターガイダンスでは「200人入る教室は満席」[113]と書かれていたが、別の本では「300人の教室が満杯」[114]と変更されている。また、チューターガイダンスの時期も「大学4年の8月の終わりごろ」[114]以降の話だったのが、別の機会では大学3年のときの話としている[115]。また、その開始時刻も「午後1時20分から」[113][114]としていたのが、別の機会では「3時10分から4時40分」としている[115]。さらにチューターを経験した影響として、「正式に代ゼミに採用される前から、チューターをやっていたことなどもあり、オレの授業を選んでくれる生徒も多かった」[116]と書かれていたが、2008年の著書では「吉野敬介なんて誰も聞いたことがない」[117]と、チューターとしての影響が無くなっている。
- さらに初めての授業の描写についても、「1年目の、初めての授業。400人を収容する教室で、おれの目の前にいる生徒はたったの5人だった」[117]となっていたが、別の著書では「第1回目の授業は、15人ほどの小さな教室だった」[118]「第1回目の授業は、教室にわずか15人ほどしかいなかった」[119]と、教室の規模が大幅に縮小し、受講生の人数が10人増えている。
- 2008年著書では、「代ゼミ時代の16年間で休講は3回」[120]と述べていたが、11か月後に出した著書では、「休講は2度あるが、一度は病欠、もう一度は親友の結婚式である。この2つの例外を除けば、授業はまったく休んでいない」[121]と休講回数が1回減っている。

### 窃盗について
- 当初の著書では、以下のように窃盗の経験を極めて頻繁に登場させていた。
  - 1991年の著書では、「金がなくなると、西友とかニチイみたいなスーパーマーケットに行って、いろいろなものを万引きしてくる。それを友だちや後輩に売って、遊ぶ金を手に入れるのだ。ただ万引きするんじゃ面白くないから、誰がいちばん高いものをかっぱらってくるか競争する」[122]「ゲームセンターでは、（中略）カギを盗んで、タダで何度もやる」[123]「腹がへると、近くの店にパンを盗みに行く」[124]と、窃盗の経験を具体的に記述している。
  - 1993年の著書でも、以下のように窃盗の記述をしている。
    - 「ケンカや万引きはしょっちゅう」[125]
    - 「バイクを盗んで乗り回したり」[126]
    - 「そのままケンカをやりに行ったり、万引きで誰がいちばん高価なものを盗めるか競争したり」[127]
    - 「バイク、ケンカ、シンナー、万引き……勉強するヒマなんてない」[128]
    - 「オレは半端なワルじゃなかった。シンナー、万引き、盗み、暴走族、ヤクザがらみの賭けマージャン、鑑別所・・・・・・」[129]

  - 2001年の著書でも、「バイク、シンナー、ケンカ、万引き・・・・・・、それがオレのすべて」[130]と記述している。
  - ほか、大学入学前、金がなくてセブン・イレブンで弁当を窃取したことを公言している[40]。また、温泉旅行に行くために、セブン・イレブンの深夜のアルバイトで弁当を盗んで友人に売ってお金を稼いでいたと述べている[103]。また、代々木ライブラリーのアルバイト中にレジにある飴やホールズがよく無くなっていたところ、心当たりがあるという[131]。
  - 2013年の著書では、「浮いた交通費などは、『東日本大震災』や『あしながおじさんの交通遺児育英会』に寄付したりしている。逆境に見舞われた子どもたちに、勉強や進学をあきらめないで欲しいから。」と書いている[132]が、他方で、大学時代彼女に高価な誕生日プレゼントを渡すために、セブン・イレブンのアルバイト中に店内の募金箱から金を窃取したことを公言している[77]。
- ところが、2009年の著書では「物を盗むというのは、お店の人の生活に迷惑がかかるから、そういうことは俺はめったにやらなかった」[133]と記述し、その5か月後に出版した1993年著書の改訂版では、以下のように窃盗・万引きに関する記述をすべて削除している。以下、左が改訂前、右が改訂後。
  - 「ケンカや万引きはしょっちゅう」[125]→「しょっちゅうケンカしていて」[134]
  - 「バイクを盗んで乗り回したり」[126]→削除
  - 「そのままケンカをやりに行ったり、万引きで誰がいちばん高価なものを盗めるか競争したり」[127]→「そのままケンカをやりに行ったりしたものだ」[135]
  - 「バイク、ケンカ、シンナー、万引き……勉強するヒマなんてない」[128]→「バイク、ケンカ、タバコ……勉強するヒマなんてない」[136]
  - 「オレは半端なワルじゃなかった。シンナー、万引き、盗み、暴走族、ヤクザがらみの賭けマージャン、鑑別所・・・・・・」[129]→「オレは半端なワルじゃなかった。シンナー、暴走族、ヤクザ絡みの賭けマージャン、鑑別所・・・・・」[137]。
- 同様に、2001年の著書では「バイク、シンナー、ケンカ、万引き・・・・・・、それがオレのすべて」[130]と書かれていた部分は、2011年にそれを大幅に加筆修正した著書では「バイク、集会、ケンカ、夜遊び・・・・・・」[138]と変更されている。
  -     - なお、ジャーナリストとして長年セブン・イレブンのオーナーへの取材を続けていた角田裕育は、吉野のコンビニでの窃盗話について、「オーナーの苦労など何も知らないのだろう」と述べている[28]。

### 高校時代以前のエピソードについて
代々木ゼミナール講師時代の1993年頃、ワイドショーの取材を受けた際に「素人さん(いわゆる不良ではない、普通の生徒)に迷惑はかけないのがポリシーだった。」と発言している。しかし、著書「おまえはバカじゃない」の中で「宿題は『パシリ』にやらせていた」という記述がある。不良の中のパシリ役にやらせていた可能性も考えられるものの、そもそも素行不良の生徒が、学校の宿題だけはきちんと提出するという行動に矛盾がある。
- 2001年の著書では、実家が「貧乏だった」[139]として「オレにとって住まいとしての『家』の原風景は、四畳半一間に一家4人で暮らしていた家だ。もちろん、風呂はナシ」[139]など貧しかったエピソードが紹介されているが、2006年以後の著書では、父親のことは「慶應を出て、ある一部上場企業の部長」[140]、母親のことは「月収150万、ボーナス300万もザラって人だった」[141]と書かれている。
- 2001年の著書では「ただし、いじめっていうのはやらなかった。だって、いじめって卑怯だろ」[142]、2007年の著書では「およそ考えられる人間の行為の中で、この『いじめ』ほど、愚かで恥ずかしい行為はない」[143]、2008年の著書では「だけど、イジメなんてものはしたことがなかった」[144]、と書かれている。しかし、別の機会には以下のような経験を述べている。
  - 1991年の著書で「技術家庭の作品や美術の絵は、パシリ（遣いっぱしりをやるヤツのこと）にやらせて、自分は名まえだけ書いて提出する」と書いていた[145]。
  - 小学校時代、クラスにいた大嫌いな金持ちの同級生に対して、「授業中も先生が黒板に書いてる隙を狙って、消しゴムちぎって後ろからカーンと投げてやる。飯田に当たったら勝ちなんていうゲームあってな」と述べている[146]。また、その同級生について、「大嫌いなんだけど、1年に1回仲良くするんだ。いつ？飯田の誕生日な。なんで？うめぇもん食えるから」と述べ、その際「飯田の部屋からラジコンはかっぱらう、ドカベン全巻かっぱらう」という話を述べている[146]。
- 1991年の著書では、自身が高校で3回停学になったエピソードが随所に登場していた[147]が、2009年の著書では「俺の母校は3回停学をくらうと退学になる、という決まりがあった」として、友人が3回停学になって退学になったエピソードが書かれている[148]。
- 停学に至る自身の体験として、1991年の著書では「敵が40人いるにもかかわらず一人で仕返しに行き、オレの友だちをやっつけた奴を“病院送り”にしてしまったのだ」[149]と書かれていたが、同著を文庫化・加筆修正した版では「敵が5人いるにもかかわらず一人で仕返しに行き、オレの友だちをやっつけた奴を“病院送り”にしてしまったのだ」[150]と人数が35人減っている。
- 暴走族の特攻隊長として、3000台[151]・6000人[40]のトップであったと当初は述べていたが、数年後には1500台・3000人[152]となり、さらに数年後には、「最大時は1000台以上」[153]との表現になっている。なお、3000台を率いていたときの状況として、高校3年生（1984年）の9月に神奈川県中の暴走族が集まると述べている[154]が、神奈川県の暴走族構成員数はピークの1992年でも4841人である[155]。
- 「行ける高校がなくて入ってくる、そんな高校だ」[126]「当時神奈川県でも最低ランクの高校」[156]など、自身の出身高校がいかに落ちこぼれているかを著作で語っているが、1987年の逗子開成高校は、早稲田5人・慶応1人・上智2人・中央7人・明治5人・立教3人・法政9人・青山学院2人・東京理科2人との合格実績がある[157]。ほか、自身の高校時代について「専門学校に行くだけで、『すげえな、おまえ』という世界だった」と述べている[158]が、吉野の卒業年における同校の進路状況も、「進学（各種専修学校含む）80％、就職10％、その他10％」である[159]。

1991年の著作には『空手を習っていて結構強かった。空手の方では幾つかの強豪大学空手道部から特待生のお呼びが来た。』とある。しかし彼が在籍したのは直接打撃制だが顔面へのパンチは禁止のいわゆるフルコンルールの極真会神奈川支部（渡辺十也支部長）の大船道場。緑帯であった。そして、拓大・国士舘大・日大・駒沢大・大正大・京都産業大など大学空手道部は皆、日本体育協会傘下で文科省認可の公益財団法人・全日本空手道連盟傘下の国体空手道競技も行われている寸止めのポイント制の伝統空手である。特待生で招かれる高校生は皆、公益財団法人・全日本空手道連盟傘下の伝統空手をやる高校生でインターハイや国体などの全国規模の大会で成績を残した選手である。日本体育協会傘下でないルールも柔道とレスリング位に違う極真空手の道場に通う高校生が特待生で大学から招かれる事は有り得ない。

### 『パクった』騒動
2006年、杉村太蔵がブログに掲載した自殺未遂の内容が自著の内容に酷似していたとして、吉野が怒ったことが話題となり、マスコミで「パクった」と報道され、直後の吉野の著書では杉村本人が寄稿文を寄せ釈明している。
他方で吉野の著書では以下のような点がある。
- 金持ちの同級生の後頭部に消しゴムをぶつけたりしたという話[146]は、ビートたけしの著書に登場するエピソードである[162]（その同級生の頭がデカい[146]という部分も重複[163]）。
- 金持ちの同級生の誕生日のときだけ美味しいものが出てくるからという理由でその同級生と仲良くなってその同級生の家に行ったという話[146]、アーモンドチョコレートの存在を知らずにアーモンドチョコレートを食べて種が入ってるという話をした人がいた[146]という話も、ビートたけしの著書に登場するエピソードである[162]。
- 小学校時代に、最悪の犯罪が学校でウンコをすることだとして、同級生がウンコをしているときや漏らしたときのエピソードは、ビートたけしの著書に登場するエピソードである[164]。
- また、吉野がテキストのまえがきで書いたり、それをアレンジした著書の内容[165]も、ビートたけしの著書[166]に登場するエピソードである[注釈 7]。
- 「中学のとき、担任からしょっちゅう『お前はうちの学校のゴミだ』って言われてたんだけど、その担任とこの前ばったり街中であったとき、『お前は私のホコリだ』ってほめられちゃった。『ゴミからホコリかよ。まあ、似たようなもんじゃねえの』とか言いそうになった」[167]と述べているが、その話は島田紳助の話と同一である。
- 彼女と同棲していた際の、「彼女が『お弁当代ないんじゃないの』と言って金をくれようとしても、『昼飯は会社から出してくれるからいいよ』と断わった」[168]というエピソードは、矢沢永吉の「女房には(中略）『お昼どうするの？』って聞かれると『いいからいいから、会社で給食みたいのが出るんだよ』」[169]というエピソードと同様である。
- 大学受験を決意した際の、「勤め先の中古車屋に行った。そして平澤社長に、『オレ、大学受けます。勉強するんでやめさせてください』と言った」[170]というエピソードは、矢沢永吉の「社長に言った。『オレは、実が歌がやりたくてこっちに来た。やめさせてくれ』」[171]というエピソードと同様である。
- 上記の通り、矢沢永吉の著書『成りあがり』と同様のエピソードがあるが、吉野自身も「矢沢永吉じゃないが、結構成り上がってきたという思いはある」[172]と、矢沢永吉を引き合いに出している。

### その他
- 2008年8月の著書で「俺はインターネットはやらない」と述べている[173]が、2007年2月から個人ブログを開設している。
- 大学時代から予備校講師最初の頃まで通算7年半ほどサオリという女性（1浪して1歳年下の同じ学年でミス青学になったという[77]）と付き合ったと述べている[77]が、該当する1987年から1990年まで（その前後も）ミス青学（正確にはミス青山）の中にサオリという名前の女性はいない[174]。
- 「株も嫌いだね。だって、誰かがトクをすると、誰かがソンするわけだろ。人を泣かして手にするカネなんて、おれはいらない」[175]と述べていたが、翌年の著書では「オレは昔から株と為替をやっていて、じつは今まで損をしたことがない」[176]と述べている。
- 大学時代にやった家庭教師のエピソードに関して、「生徒は常時、5、6人。自分から求めたのではない」[177]と書かれているが、別の機会では、たまプラーザの高級住宅街でハガキに「“家庭教師します。時給応談。去年16人東大行きました”と嘘ばっかり書いて」、その地区に住んでいる同級生に託したという話をしている[178]。また、「家庭教師料は『時価』。（中略）成績に比例して、自分で納得する程度の月謝を払ってくれればいいことにしていた」[177]と書かれているが、別の機会では、駅から遠くボロボロの家で水しか出ず時給を値切られ生徒も宿題をやらない家庭教師先を5回目で辞めたという話をしている[178]。
- 自身の経営する塾の授業料（基本料金90分15,000円、医学部・歯学部受験コース90分30,000円）について、「おれはどんなに言われても絶対に授業料をまけない。内容に絶対的な自信があるからだ」[179]と述べていたが、その翌々年には「90分12,000円～」と値下げした[180]。
- 当初は「24歳で年収3千万を超えた予備校講師というのはオレ以外いない」と書いていた[181]が、別の著書では講師1年目から（24歳、25歳、26歳時）の年収について「1年目600万、2年目1800万、3年目3600万」と書いている[182]。
- 2007年と2011年の著書では、「オレは『10分間睡眠』をとるようにしていた。（中略）何も考えないフワっとした状態で10分間過ごすと、すごくいい気分になる。頭もシャキッと冴えてくる。1時間も寝てしまったら、逆に頭がボ～ッとしてしまう。（中略）これはなかなかオススメだ」と書いていた[183]が、2012年の著書では、時間の有効的な使い方を語る際、電車内での「椅子に座って幸せそうにいびきをかいているオヤジ」について、「新幹線などでまとまった時間休むなら、有意義な休養にもなるだろうけどさ。10分やそこら、電車の中で醜態さらして意味あるのって思うわけだ」と書いている[184]。
- インタビュー記事で、紹介欄に「趣味は競馬」[185]と書かれているが、その2頁後には、人生がギャンブルだからという理由で「賭け事はほとんどやらない」[186]と書かれている。

以上、カギ括弧内は著作からの引用。ただし、算用数字に統一し、中略部分はその旨表示。

## 著書一覧
太字は本記事内での略語である。

### 単著

#### 学習参考書
- 『吉野のピタリとでる古文単語』（代々木ライブラリー、1996年）ISBN 9784896804294
- 『吉野のパロディ的中爆走古文"パテ古"（Part.1）Yozemi TV-net』（代々木ライブラリー、1998年）ISBN 9784896804980
- 『吉野のパロディ的中爆走古文"パテ古"（Part.2）Yozemi TV-net』（代々木ライブラリー、1998年）ISBN 9784896805352
- 『吉野の古文 スーパー敬語法』（代々木ライブラリー、1999年）ISBN 9784896805710
- 『吉野の古典文法 スーパー暗記帖』（学研、1999年）ISBN 9784053007612
- 『吉野のセンター古文』（学研、2002年）ISBN 9784053014474
- 『吉野の古典文法 スーパー暗記帖 改訂版』（学研、2007年）ISBN 9784053024497
- 『吉野式 スーパー古文敬語 完璧バージョン』（学研、2007年）ISBN 9784053025685
- 『吉野式 爆走古文単語 完璧バージョン』（学研、2007年）ISBN 9784053025678

#### 一般書
- 『暴走族から予備校講師になったオレが言うんだ「おまえはバカじゃない」やればかならず合格する』（ごま書房、1991年7月）ISBN 9784341014896
- 『だからおまえは落ちるんだ、やれ!』（ロングセラーズ、1993年7月）ISBN 4845404044
- 『やっぱりおまえはバカじゃない（小学館文庫）』（小学館、1998年2月）ISBN 9784094161014
- 『さらば、借り物人生― 何も言わない受験生、何も言えない親たちへ』（PHP研究所、2001年3月）ISBN 4569615546
- 『自分で決められないヤツは受験するな!（PHP文庫）』（PHP研究所、2004年7月）ISBN 9784569660264
- 『よく聞け!おまえはバカじゃない（小学館文庫）』（小学館、2006年11月）ISBN 9784094161021
- 『そこのバカ親!あんたの子供じゃ受からない』（小学館、2007年5月）ISBN 9784094161045
- 『今、頑張れないヤツは一生頑張れない。』（世界文化社、2008年6月）ISBN 9784418086009
- 『大好きに生きろ!』（東京書籍、2008年8月）ISBN 9784487802920
- 『半日で読む 源氏物語』（世界文化社、2008年10月）ISBN 9784418082261
- 『熱血! 吉野塾勉強法』（ロングセラーズ、2009年3月）ISBN 9784845421442
- 『今、変わらなければいつ変わるんだ、やれ! 』（ロングセラーズ、2009年4月）ISBN 9784845421459
- 『ROOKIES勝利学』（集英社、2009年4月）ISBN 9784797671902
- 『爆走道化師 暴走族特攻隊長からカリスマ講師へ』（東京書籍、2009年5月）ISBN 9784487803828
- 『紫式部にケンカは売るな! 吉野流「古典で学ぶ人生論」講義』（講談社、2009年7月）ISBN 9784062156684
- 『だからおまえは落ちるんだ、やれ! 決定版』（ロングセラーズ、2009年8月）ISBN 9784845408207
- 『学校では教えない古典』（東京書籍、2009年8月）ISBN 9784487803606
- 『１日で読める源氏物語』 (PHP文庫)』（PHP研究所、2010年9月）ISBN 9784569675343
- 『オマエだけの言葉で話してみろよ! 人をその気にさせる、吉野流会話術100』（講談社、2011年1月）ISBN 9784062167109
- 『だからおまえは落ちるんだ、やれ!決定版（ロング新書）』（ロングセラーズ、2011年3月）ISBN 9784845408665
- 『砂漠から芽を出せ! (PHP文庫)』（PHP研究所、2011年7月）ISBN 9784569675886
- 『一日で読める平家物語』（東京書籍、2011年12月）ISBN 9784487805303
- 『20代で受けておきたい仕事の授業』（小学館集英社プロダクション、2012年3月）ISBN 9784796871099
- 『一日で読める徒然草』（東京書籍、2012年10月）ISBN 9784487807086

### 共著

#### 一般書
- 安河内哲也, 吉野敬介『今日から始める「やる気」勉強法』（ロングセラーズ、2007年6月）ISBN 9784845421084
- 安河内哲也, 吉野敬介『驚くほど伸びる!5日間「やる気」改革プログラム』（ロングセラーズ、2008年3月）ISBN 9784845421152
- 安河内哲也, 吉野敬介『何のために勉強するのか (ロング新書) 』（ロングセラーズ、2011年3月）ISBN 9784845408672
- 安河内哲也, 吉野敬介『今やれよ!』（ロングセラーズ、2013年5月）ISBN 9784845422845

## 出演

### コマーシャル
- 東進ハイスクール・東進衛星予備校（2013年 - 2020年）- 「生徒への檄文」篇

### テレビ
- ありえへん∞世界（テレビ東京系列、2013年5月28日）- VTR紹介

### 講演
- 早稲田大学企画集団便利舎主催 吉野敬介トークライブ「特講〜未然形からの脱却〜」（早稲田大学大隈大講堂、2008年6月25日）
- 学生団体SMPY主催 第59回 東京大学駒場祭 吉野敬介講演「今、頑張れないヤツは一生頑張れない」（東京大学駒場キャンパス、2008年11月23日）
- デジタルハリウッド大学キャリアセンター/ビズハーツ主催『今変わらなければいつ変わるんだ！』（デジタルハリウッド大学、2009年2月1日）[注釈 8]
- 島根県雲南市教育委員会（2009年[188]、2010年[17]、2011年[189]、2012年[190]）
- 中央大学学術連盟証券研究会主催「今、未来を変えろ!」（中央大学多摩キャンパス8201教室、2011年11月12日）
- 福島県立いわき光洋高等学校主催・吉野敬介講演『今頑張れないヤツは、一生頑張れない』（福島県立いわき光洋高等学校、2012年5月31日）[191]